# Ceriomura
Ceriomura Simon, 1901 è un genere di ragni appartenente alla famiglia Salticidae.

## Distribuzione
Le due specie note di questo genere sono diffuse in Brasile e Perù.

## Tassonomia
A maggio 2010, si compone di due specie:
- Ceriomura cruenta (Peckham & Peckham, 1894)[2] — Brasile
- Ceriomura perita (Peckham & Peckham, 1894) — Perù

### Specie trasferite, nomen dubium
- Ceriomura mathematica Mello-Leitão, 1917, a seguito di uno studio dell'aracnologa Galiano del 1980, è stato ridenominato Cotinusa mathematica[1].